# Jean Hérault, Baron van Gourville

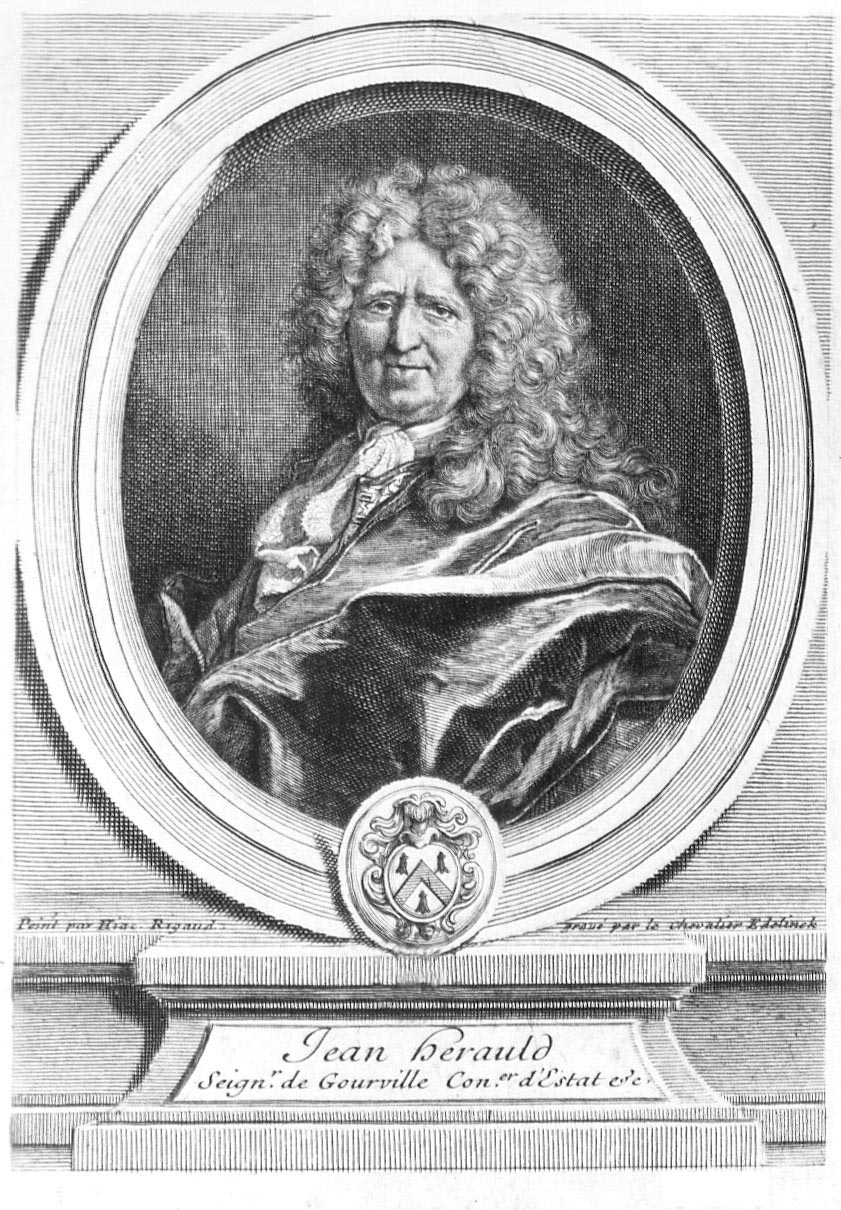
Jean Hérault de Gourville, gravure uit 1705 door Gerard Edelinck naar schilderij uit 1703 van Hyacinthe Rigaud

Jean Hérault, Baron van Gourville (La Rochefoucauld, 10 juli 1625 - Parijs, 14 juni 1703) was een Franse diplomaat, financier, intendant en memoireschrijver. Hoewel hij soms een cruciale rol speelde in het woelige Frankrijk van de zeventiende eeuw bleef hij steeds op de achtergrond en wist met name ook jarenlang de voltrekking van zijn doodvonnis te ontlopen. Hij vergaarde een enorm fortuin maar bleef zich in dienst stellen van onder anderen François de La Rochefoucauld en "De grote Condé". In het begin van zijn carrière zette hij nogal eens eventuele scrupules opzij, in het belang van zijn opdrachtgevers of dat van zichzelf.

## Biografie[1]

### Stuur mij het rode jasje

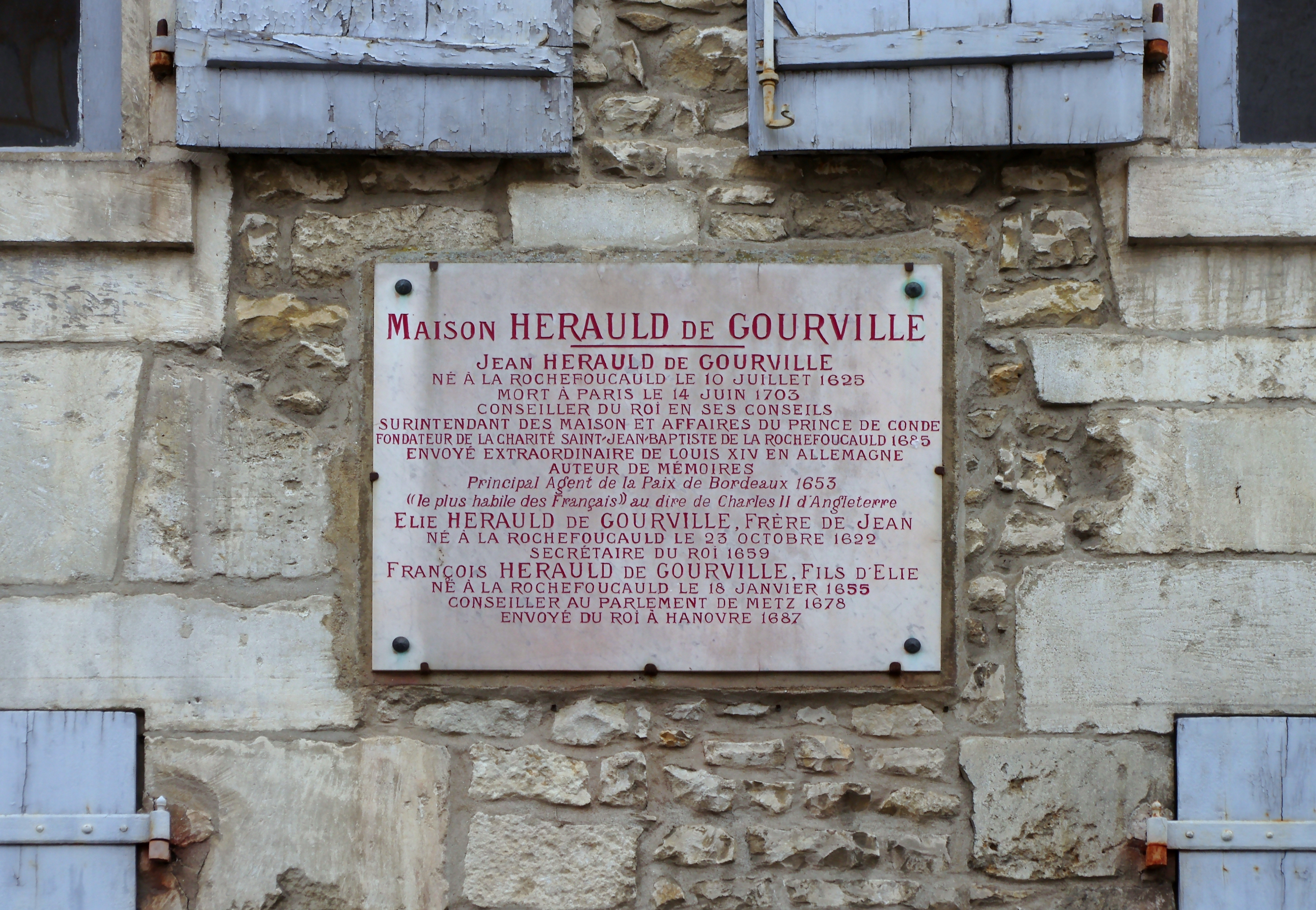
Gedenkplaat geboortehuis Gourville in de Rue des Halles, La Rochefoucauld

Hij werd geboren in La Rochefoucauld, in het huidige departement Charente, als derde zoon in een gezin van acht kinderen. In het stadje werden zij "de Gourville" genoemd omdat zijn vader, Pierre Hérault, daar geboren was (zij het opgegroeid in Saint-Angeau); deze had een kleine handel (waarschijnlijk in laken) en was belastingontvanger, maar overleed al op 6 december 1634. Zijn moeder, Souveraine Mesturas, zorgde ervoor dat de kinderen leerden lezen en schrijven en liet Jean rond 1642 dienst nemen bij een jurist in Angoulême. De tweede zoon, Hélie, werd maître d'hotel bij Louis II de La Rochefoucauld, bisschop van Lectoure en Jean werd er het volgende jaar kamerdienaar. Daar werd hij vanwege zijn intelligentie opgemerkt door de broer van de bisschop, de latere François de La Rochefoucauld, toen nog prins van Marcillac. Deze nam hem in 1646 als secretaris in dienst, aanvankelijk voor diens deelname aan de veldtocht in Vlaanderen maar vervolgens definitief.
Toen zijn meester in 1646 gouverneur van Poitou werd moest Jean over de graanopbrengsten onderhandelen met de surintendant van Financiën (minister) Particelli d'Hémery. Deze was zo ingenomen met hem dat hij La Rochefoucauld de opdracht gaf bij elke boodschap voortaan "la casaque rouge - het rode jasje" te sturen, daarmee doelend op Gourville. In 1647 regelde deze met hem dat gouverneur Marcillac langer in Parijs kon blijven (in feite vanwege diens relatie met de hertogin van Longueville).

Jean Hérault vergezelde de prins van Marcillac bij al diens militaire activiteiten en bracht tijdens de Blokkade van Parijs in de eerste Fronde berichten over naar de opstandelingen. Op 20 februari 1649 was er een kleine veldslag rondom een bevoorradingskonvooi bij Brie-Comte-Robert, waarbij onder andere de paarden van Jean en van Marcillac onder hen werden weggeschoten en deze laatste gewond raakte aan de keel en verder niet deelnam aan de eerste Fronde.

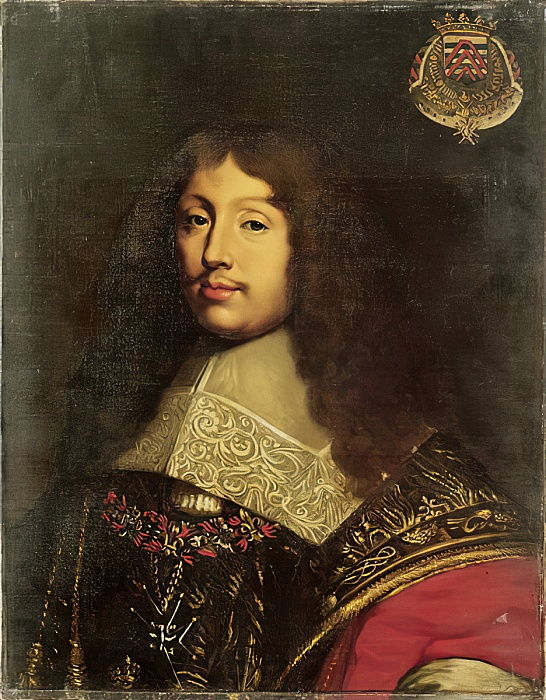
François VI de La Rochefoucauld (1613-1680). Portret in Versailles door Chassériau

Bij het begin van de tweede Fronde in 1650 vergezelde Jean Hérault Marcillac en de hertogin van Longueville naar Rouen en Dieppe. Hij zocht en kreeg meer contact met de familie van deze laatste en kreeg geld van de douairière prinses van Condé om haar zoons, de prinsen Condé en Conti, uit het kasteel van Vincennes te bevrijden, maar hij slaagde niet in zijn plan de bewakers om te kopen. Ze stuurde hem vervolgens met 2000 pistoles (Louis d'or) naar Guyenne ter voorbereiding van de opstand daar. Op zijn terugtocht kon hij La Rochefoucauld waarschuwen dat Saumur omringd was door koninklijke troepen zodat deze zijn drieste opmars daarheen staakte. Hij slaagde er wel in om de vrouw en zoon van "De grote Condé" uit het kasteel van Chantilly te smokkelen en hen naar Bordeaux te brengen, het belangrijkste centrum van de tweede Fronde. Vervolgens trad hij meermaals op als boodschapper tussen (de nu hertog geworden) La Rochefoucauld en de in Stenay verblijvende hertogin van Longueville (daarbij werd hij een paar keer door koninklijke troepen als verdachte opgepakt en ook kortdurend vastgehouden in Sedan). Van Condé en La Rochefoucauld kreeg hij de opdracht om hun aartsvijand Gondi (vanaf 1652 kardinaal de Retz) te ontvoeren. Hij verzamelde hiertoe een aantal familieleden en vrienden en overviel, om de operatie te bekostigen, een belastingontvanger uit Angoulême; hij maakte deze 5000 pond en zijn paarden afhandig maar voelde zich verplicht hem daarvoor een kwitantie van 8000 pond te geven. Na twee nachten tevergeefs in hinderlaag te hebben gelegen langs Gondi's verwachte route vond men de onderneming echter te gevaarlijk worden en werd deze afgeblazen. Condé begon Jean nu als geheim onderhandelaar met Mazarin in te zetten.
Jean Hérault was bij La Rochefoucauld, toen deze op 7 april 1652 meevocht in de door Condé gewonnen Slag bij Bléneau. Maar na de voor de Fronde, en zeker ook voor La Rochefoucauld, desastreuze Slag bij de faubourg Saint-Antoine (2 juli daarna) diende deze laatste te vluchten naar Damvillers en daar van zijn verwondingen te herstellen. Jean Hérault zegt dat hij zich toen zo verveelde dat hij ertoe overging met de eerder samengestelde groep een oude bekende, postdirecteur Burin, te ontvoeren en deze pas voor een losgeld van 40000 pond vrij te laten. Hij reisde naar Brussel om aan de inmiddels naar Spanje overgelopen Condé de wens van La Rochefoucauld over te brengen om naar het hof terug te keren; Condé reageerde buitengewoon begripvol. Jean onderhandelde vervolgens met Mazarin over de terugkeer van zijn meester, waarop de kardinaal hem vanwege zijn vlotheid en welbespraaktheid uitkoos als geheim onderhandelaar met de nu nog in Guyenne actieve opstandelingen: in het gebied rond Bordeaux zetten zij de Fronde voort (die daar l'Ormée werd genoemd, naar de olmen rond het plein waar de leiders samenkwamen). Met een mede door hemzelf voorbereid vredesvoorstel reisde hij naar Bordeaux, waarbij hij aanvankelijk de stad inkwam onder het voorwendsel dat hij er de door La Rochefoucauld achtergelaten meubels kwam ophalen. Op 31 juli 1653 accepteerden de laatste leiders van de Fronde het vredesvoorstel en gaven ook Conti en de hertogin van Longueville zich over; hun broer Condé zette echter de strijd tegen Frankrijk nog tot de Vrede van de Pyreneeën voort aan de zijde van de Spanjaarden.

### Kaarten met de Zonnekoning

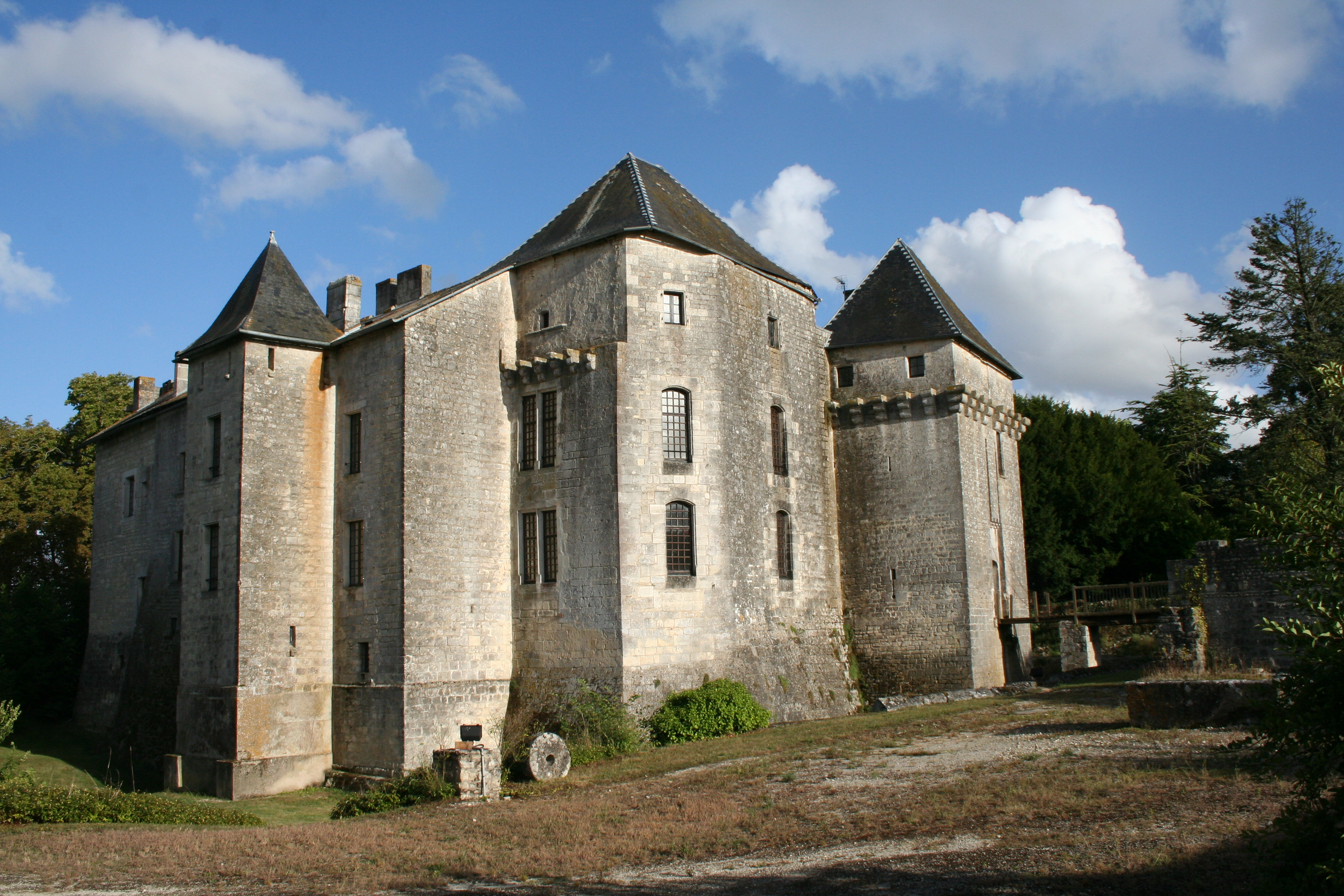
Kasteel van Gourville in de gelijknamige plaats

In 1654 stuurde Conti, die in Catalonië was met een troepenmacht, een brief naar La Rochefoucauld waarin hij deze smeekte Gourville naar hem te sturen voor het beheer van de levensmiddelentransporten. Bijna een jaar later nam Jean deze taak op zich. Na zijn terugkeer werd hij hevig gewantrouwd door Mazarin zodat deze hem in november 1656 voor een half jaar vastzette in de Bastille - om hem echter in 1658 aan te moedigen hoofdontvanger te worden van de tailles in de twee generaliteiten (Bordeaux en Montauban) van Guyenne. Jean stond inmiddels al op goede voet met Nicolas Fouquet (die zijn omstandigheden in de Bastille had proberen te verlichten), werd een vertrouweling van hem en mede door diens nepotisme vergaarde hij in drie jaar tijd een fortuin - waarbij veel verdoezeld werd doordat hij ook zeer veel geluk had bij het kaarten. Dit laatste deed hij bij voorkeur met mensen uit financiële kringen en de adel. Men schat dat zijn fortuin tegen 1660 al meer dan een miljoen pond moet hebben bedragen. Hij hielp La Rochefoucauld er financieel weer bovenop en kocht diverse onroerende goederen in en om Parijs evenals (van de hertogin van Longueville) het kasteel en de titel van Gourville, zodat hij zich voortaan baron de Gourville kon noemen. Vijf dagen later kocht hij (zoals gebruikelijk in het ancien régime) ook het ambt van conseiller d'État. Zijn faam als kaartspeler had inmiddels de koning bereikt, die daarop ook met hem wilde kaarten - zelfs nog een paar keer nadat Fouquet (die hem een keer de jaaropbrengst van Guyenne liet houden) al te Nantes door D'Artagnan gearresteerd was.

### Gezocht: Gourville
Gourville werd, met name door Colbert, al een paar jaar verdacht. Fouquet werd kort voor zijn arrestatie voor het naderende onheil gewaarschuwd door Gourville, maar sloeg dit in de wind. Zelf bracht Gourville zoveel mogelijk van zijn vermogen in veiligheid en probeerde Colbert, toen justitie eenmaal in actie was gekomen, gunstig te stemmen door een bedrag van 500.000 pond naar hem te sturen - wat deze meteen terugstuurde. Hij vertrok naar Poitou en verbleef minstens een jaar bij La Rochefoucauld. Van daaruit toonde hij zich nog erkentelijk tegenover Fouquet door diens vrouw meer dan 100.000 pond te sturen voor haar juridische kosten, en ook diens zoon, de graaf van Vaux, financieel te steunen. Ook nadat Lodewijk XIV en Le Tellier op 18 november 1662 een arrestatiebevel tegen hem hadden uitgevaardigd bleef hij nog in Frankrijk, hij uitte ergernis over het feit dat intussen in zijn Parijse woning aan de Rue Guénégaud zijn Angoumois wijn werd opgedronken door de provoost en diens militairen (en over de forse daling van zijn inkomsten). Men kan zich afvragen of hij aanvankelijk niet ontzien werd omdat hij een kroongetuige tegen Fouquet vormde, maar uiteindelijk de aanklachten ook tegen hem te zwaar gingen wegen. In maart 1663 achtte hij het veiliger om naar Bourgondië te vertrekken, omdat Condé daar nu gouverneur was, maar hij verspreidde het gerucht dat hij naar Spanje ging. Op 7 april werd hij wegens verduistering bij verstek ter dood veroordeeld "door ophanging en wurging", zo niet dan zou zijn afbeelding opgehangen worden in de Cour du Mai van het Justitiepaleis. Twee dagen later was hij in het geheim in Parijs, bekeek zijn volgens hem slecht lijkende afbeelding en liet deze 's nachts door een knecht van La Rochefoucauld weghalen.

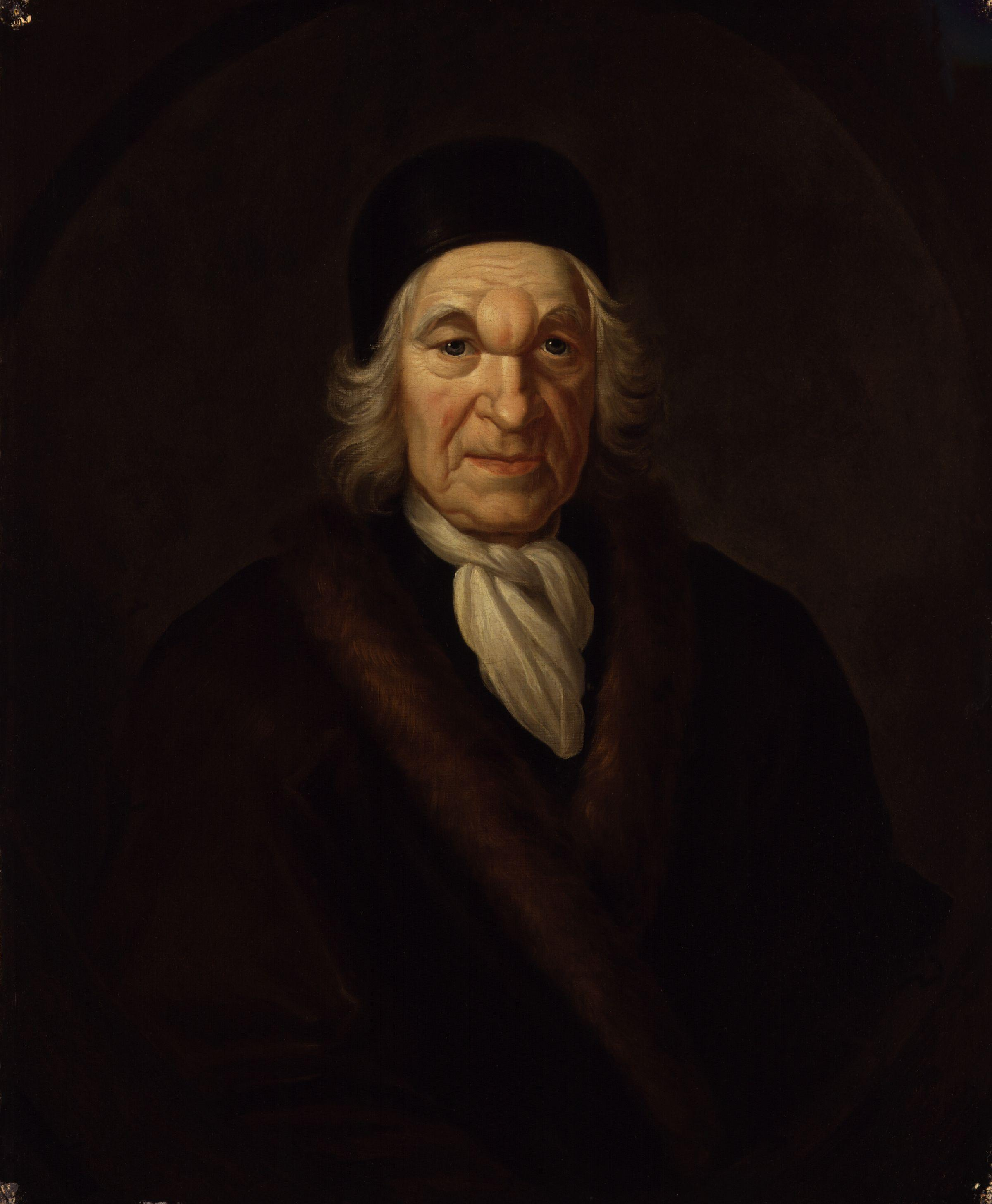
Charles de Marquetel de Saint-Évremond door Jacques Parmentier, National Portrait Gallery, Londen

Daarop vertrok hij via Bourgondië naar Bazel, maakte een gastronomische tocht langs de Rijn, en verbleef een paar dagen in Den Haag en Brussel. Om niet de verdenking op zich te laden dat hij naar de vijand was overgelopen ging hij op advies van zijn vrienden (Condé, La Rochefoucauld en madame de Lionne, die een gratieverzoek voor hem indienden) naar Engeland. In Oostende stapte hij aan boord van wat toen al de pakketboot werd genoemd en op de kade van Dover werd hij met een koets opgewacht door Saint-Évremond; deze uitte zijn dankbaarheid tegenover Gourville dat hij hem behoed had voor de Bastille door hem te waarschuwen voor zijn geplande arrestatie (eveneens vanwege connecties met Fouquet, en omdat hij over geheime informatie bleek te beschikken uit de onderhandelingen over de Vrede van de Pyreneeën) zodat hij tijdig naar Engeland kon ontsnappen. Via hem ontmoette Gourville in Londen onder anderen François Vatel en de hertog van Buckingham, evenals de latere Jacobus II van Engeland (toen nog hertog van York) en de koning.

### Kaarten met Willem III van Oranje
Zes weken later weer terug in Brussel nam hij zijn intrek in een hotel maar toen hij inschatte dat zijn ballingschap lang ging duren huurde hij er een woning, voorzag zich van personeel, een koets en paarden, en liet zijn meubels en tafelzilver in Frankrijk ophalen (uit hun schuilplaatsen bij La Rochefoucauld en madame du Plessis-Guénégaud). Hij werd een graag geziene gast in Antwerpen en Den Haag. Via het kaartspelen (toen zijn belangrijkste bron van inkomsten, naast waarschijnlijk renten uit Frankrijk via Joodse bankiers) maakte hij kennis met de toen 15-jarige prins Willem III van Oranje, met wie hij een vertrouwelijke band kreeg.

In juli 1665 werd een amnestie verleend, waarvan Gourville uitdrukkelijk en met name werd uitgezonderd. Desondanks had hij een jaar later in Parijs een geheim gesprek met Colbert en bleef hij vriendschappelijk omgaan met Franse ambassadeurs die over Brussel reisden. Hij vergezelde zelfs de Franse gezanten Godefroi d'Estrades en Honoré Courtin bij hun onderhandelingen over de Vrede van Breda. Hier wist hij zich bij George Willem van Brunswijk-Lüneburg op te werpen als officieus diplomaat, zodat deze hem naar Celle uitnodigde. Dit leverde hem in maart 1667 een positieve reactie van Lodewijk XIV op, terwijl hij er vervolgens in slaagde het huwelijk (bij volmacht) te arrangeren van Johan Frederik van Brunswijk-Lüneburg met Benedicta Henriette von der Pfalz (schoonzus van Condé).

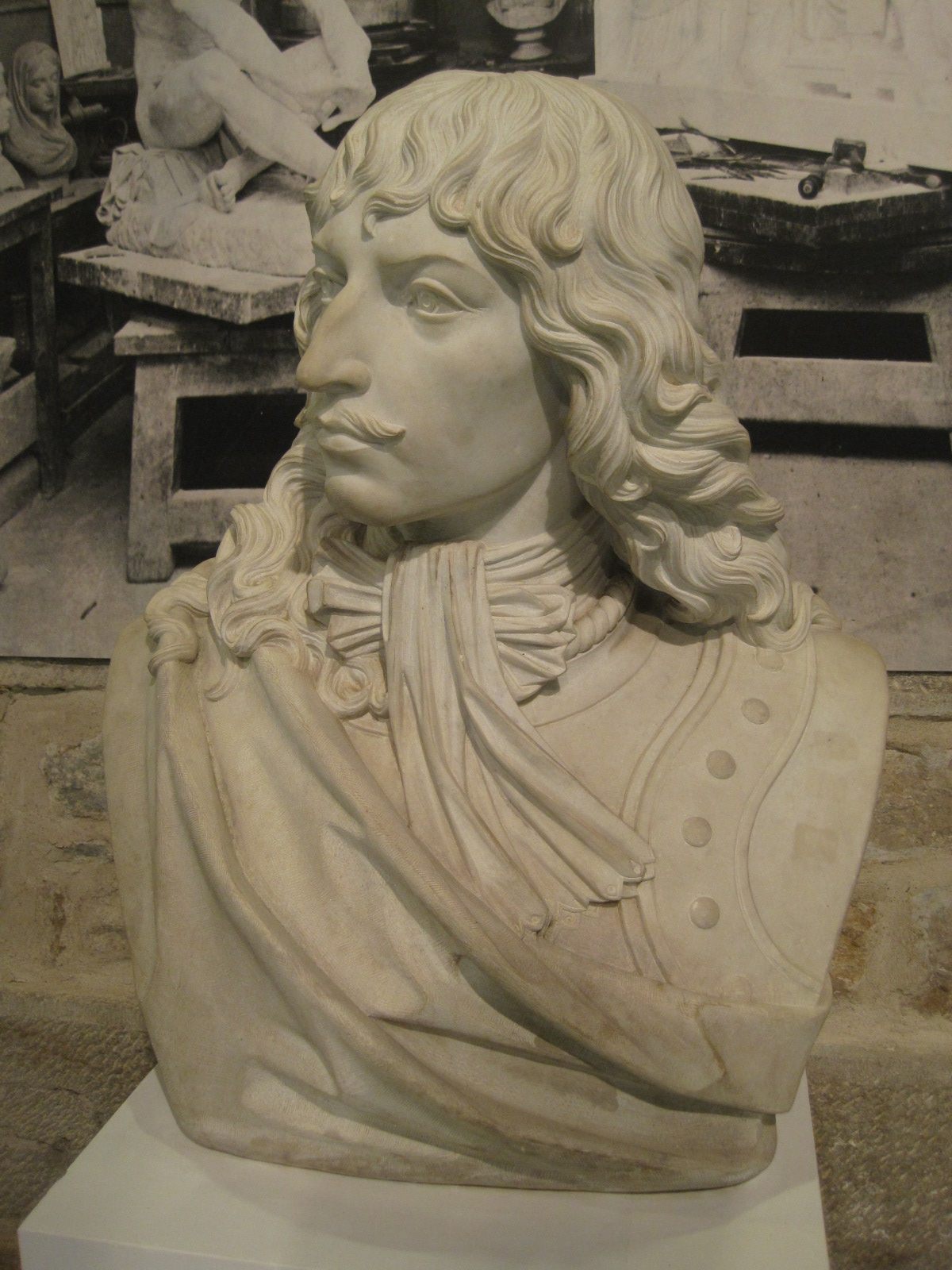
Condé, marmeren buste (1859) door Jean-Joseph Perraud, Musée des Beaux Arts, Lons-le-Saunier

Zijn geld begon op te raken en hij verlangde hevig terug naar Frankrijk; in augustus 1667 ging hij incognito (per draagstoel, maar wel tijdens de Devolutieoorlog) terug en werd aanvankelijk door Condé in het kasteel van Chantilly verborgen gehouden. Hij had toch opnieuw een gesprek met Colbert, die een bedrag van 800.000 pond van hem eiste in ruil voor het opheffen van het doodvonnis; hij dong hierop af tot 600.000 pond, maar zei deze niet te hebben. Voorlopig werd zijn aanwezigheid getolereerd, temeer daar hij voorstelde in Madrid voor Condé te gaan onderhandelen over de vordering van bijna twee miljoen pond die deze nog op de Spaanse koning had voor de eerder verrichte militaire activiteiten in dienst van Spanje.
Van 13 tot 17 oktober 1669 organiseerde hij, samen met Vatel, in Chantilly de ontvangst van de afgetreden koning Jan II Casimir van Polen (die vervolgens abt werd in Saint Germain-des-Prés).
In november 1669 vertrok Gourville, met een gevolg dat paste bij de "ambassadeur van Zijne Zeer Doorluchtige Hoogheid de prins van Condé" en opnieuw een groot deel van zijn inboedel (inclusief zijn eigen bed), naar Spanje. Hij bleef er bijna een jaar en kreeg niet alleen de schulden aan Condé vergoed maar besprak er internationale plannen als het op de Spaanse troon plaatsen van Lodewijks tweede zoon, een eventueel huwelijk van Marie Thérèse van Frankrijk met Karel II van Spanje en de eventuele territoriale uitwisseling van de Spaanse Nederlanden voor Franse gebieden (Roussillon, Navarra en een deel van de Elzas) Over dit laatste plan, dat hij als een definitieve oplossing voor de voortdurende Frans-Spaanse oorlogen zag en in feite de annexatie van vrijwel het huidige België zou hebben betekend, bleef hij nog lang lobbyen; in 1677 stelde hij hiertoe nog een lang betoog op. Het boek dat in 1699 over zijn vele reizen anoniem verscheen was volgens Lecestre door hem geschreven en door een met hem meereizende apotheker Martin geredigeerd.

### Rentmeester, diplomaat, weldoener
Na zijn terugkeer was hij, met name de eerste twee jaar maar ook daarna, intensief bezig de financiële problemen van Condé, die het kasteel van Chantilly aan het verfraaien was, aan te pakken, en met succes : Door de burgeroorlogen en wanbeheer had Condé enorme schulden, volgens Gourville op dat moment acht miljoen pond. Gourville nam tal van maatregelen: hij liet hem een deel van zijn bossen verkopen, in de overige regelde hij het jaarlijks kappen en verkopen van hout. Tijdens zijn verblijf in Spanje wilde hij om de twee weken een overzicht ontvangen van alle financiële transacties van Condé en stuurde dit zo nodig bij. Van zijn positie maakte Gourville nu gebruik om zoveel mogelijk van zijn eigen familieleden bij Condé in dienst te nemen. Hij was een van de organisatoren van het grote feest (april 1671) om de verzoening te vieren tussen Condé en de koning in Chantilly. Ter gelegenheid hiervan werd ook zijn doodvonnis schriftelijk opgeheven, al werd dat pas in 1683 ook juridisch vastgelegd en zou het tot 1694 vier beslissingen van de Raad van State vergen voor hij van alle financiële consequenties bevrijd was. En toen het feest gedeeltelijk leek te mislukken spande hij zich in om de wanhopige kok François Vatel te kalmeren, doch deze suicideerde zich een dag later 's nachts in zijn kamer in het kasteel (waarna Gourville zijn taak op het feest overnam).
Uit erkentelijkheid voor al zijn diensten schonk Condé hem in 1672 voor zijn verdere leven het kasteel van Saint-Maur, en in Parijs de gelegenheid om te verblijven in een paviljoen van het Hôtel de Condé aan de huidige Rue de Condé (destijds Rue Neuve-Saint-Lambert) in de Faubourg Saint-Germain. In dat jaar zochten de Amsterdamse joden contact met Gourville om via hem twee miljoen pond aan Condé aan te bieden om hun wijk gespaard te laten bij de verwachte Franse plundering. In de Slag bij Tolhuis raakte opperbevelhebber Condé gewond, zodat Gourville naar Arnhem reisde om voor hem te zorgen. Tijdens die reis haalde hij de nog steeds overgelopen graaf van Granville (Ferdinand de Marchin) over om de Spaanse dienst te verlaten. Ook le Tellier begon hem nu als onderhandelaar in te zetten en Gourville was de vaste boodschapper tussen hem en de prinsen (Condé en Conti) tijdens de Hollandse Oorlog. Na de slag bij Seneffe kreeg hij de taak om de vaandels en de aanzienlijkste krijgsgevangenen naar Parijs te brengen. Op advies van Gourville vroeg en kreeg Condé na deze veldslag (overigens door beide partijen als overwinning opgeëist) van de koning het recht om voor elke mud wijn die Parijs in kwam vijf sous (een pond was 20 sous) belasting te ontvangen.

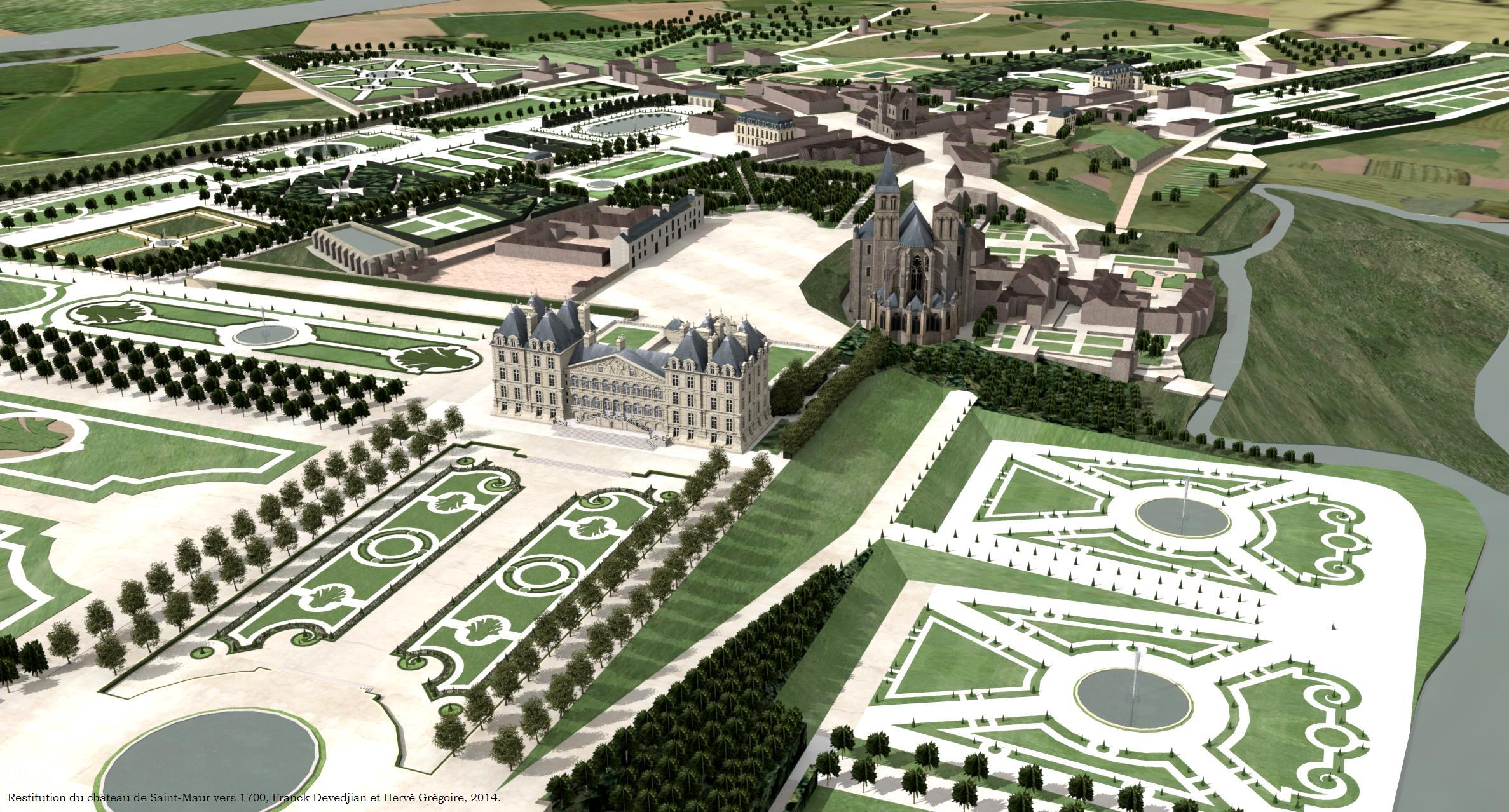
Kasteel van Saint Maur rond 1700, 3D Reconstructie

Het kasteel van Saint Maur verfraaide hij met behulp van de architecten Mansart en Le Nôtre tot een prachtige residentie, naar het voorbeeld van Condé (in Chantilly) en Lodewijk XIV (in Versailles). Hij werd er de eerste jaren gehinderd door het feit dat Madame de La Fayette al in een deel ervan logeerde en niet wilde vertrekken. Hij bleef er echter als gastheer niet alleen haar maar ook andere schrijvers en leden van de adel ontvangen, zoals La Rochefoucauld, Madame de Sévigné (die meermaals de gastronomische kwaliteiten van de gastheer vermeldt), Nicolas Boileau (die er zijn L'Art Poétique voorlas voor dit gepubliceerd werd), de jonge prins van Condé. Hij bleef sterk betrokken bij La Rochefoucauld en diens gezin. In september 1676 gaf hij uitvoerige instructies aan de jonge prins van Marcillac (vanaf 1678 François VII de La Rochefoucauld) over het beheer van hun domeinen. Samen met deze en Madame de Sévigné zorgde hij voor La Rochefoucauld in de laatste weken voor en bij diens dood in het Hôtel de La Rochefoucauld-Liancourt.
In 1677 ontstond er na de première van Racines tragedie Phèdre een polemiek tussen zijn aanhangers en die van Jacques Pradon, die een gelijknamig werk had geschreven (oorspronkelijk allebei Phèdre et Hippolyte). Aanvankelijk ging dit onder de vorm van schimpende sonnetten over en weer ("l'Affaire des sonnets"), maar op het hoogtepunt van de kwestie dienden Racine en Boileau bij Gourville in het Hôtel de Condé onder te duiken omdat de hertog van Nevers (Philippe Jules Mancini) doodsbedreigingen uitte. De zaak eindigde toen Condé zich uitdrukkelijk tot hun beschermheer uitriep.

In zijn rivaliteit met de Republiek der Zeven Verenigde Nederlanden probeerde Lodewijk XIV de hertogen van Brunswijk (de drie broers: George Willem, Johan Frederik en Ernst August van Brunswijk-Lüneburg) vanwege hun machtige positie in het noorden van Duitsland aan zijn kant te krijgen of ten minste neutraal te laten blijven. Vanwege de connecties die Gourville met hen had opgebouwd kreeg hij in 1678 al van de koning de opdracht daarover te corresponderen met de vrouw van George Willem, Éléonore Desmier d'Olbreuse, en werd hij in 1681 daarom naar Hannover gestuurd om met hen te onderhandelen, doch dit mislukte. Hij werd als een serieuze kandidaat voor de opvolging van Colbert gezien toen deze in 1683 overleed, maar gezien de hele voorgeschiedenis met Fouquet viel de keuze niet op hem.

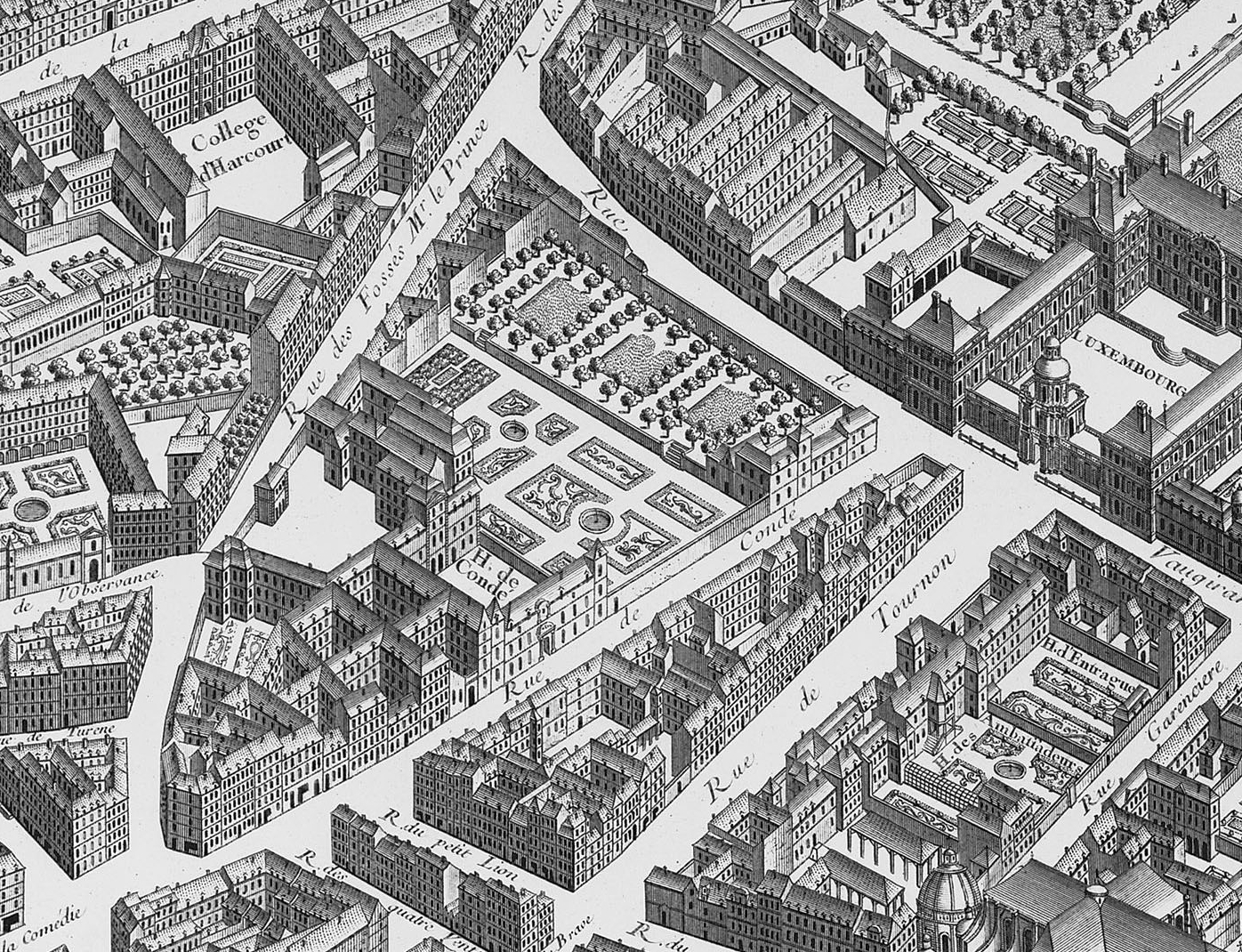
Hôtel de Condé in 1739 op de kaart van Parijs door Michel-Étienne Turgot

Vier jaar voor de herroeping van het Edict van Nantes werden de dragonnades ingevoerd (het inkwartieren van dragonders bij hugenoten); in La Rochefoucauld werd de consistoriekamer in april 1685 verboden en de afbraak ervan gelast. Gourville richtte meteen aan Lodewijk XIV het verzoek er een gasthuis van te maken, waar religieuzen de zorg op zich konden nemen voor ouderen, daklozen en langdurig zieken, ongeacht hun geloofsovertuiging. Zes weken na het bevel tot afbraak van het gebouw kreeg Gourville het met dat doel door de koning geschonken. Hij richtte er met instemming van het parlement la Charité in op, die later Hôtel Dieu werd genoemd en het oudste deel vormt van het huidige Centre Hospitalier de La Rochefoucauld. Gourville breidde het onder andere uit met een gerenoveerde kapel en schonk er, naast een deel van zijn fortuin, ook de jaarlijkse rente van zijn gronden in Gourville aan.
Toen Condé eind 1686 in Kasteel Fontainebleau de pokken opliep stelde hij met de snel erbij geroepen Gourville zijn testament op; deze weigerde daarbij het legaat van 50.000 écu, dat Condé hem wou nalaten. Meteen na de dood van de prins bracht hij namens deze twee brieven naar de koning, een ten gunste van zijn in ongenade gevallen broer (Conti) - de ander moet het verzoek hebben bevat de opsluiting van zijn vrouw (Claire-Clémence de Maillé-Brézé) in het kasteel van Châteauroux haar leven lang te continueren. Gourville bleef tot 1691 alle betalingen van Condé en diens zoon Hendrik III Julius ondertekenen.
In 1687 werd Gourville door de koning opnieuw voor onderhandelingen met de hertogen van Brunswijk naar Aken gestuurd, waar de schijnbaar toeschietelijker geworden oudste van hen (de hertog van Celle) hem wilde ontmoeten. Op zijn tocht erheen werd hij onder anderen vergezeld door zijn neef François Hérault. Ook nu mislukten de onderhandelingen, maar de neef kreeg wel de opdracht in Hannover te blijven (wat hij deed tot het begin van de Negenjarige Oorlog).
De laatste 10 jaar van zijn leven werd Gourville gehinderd door lichamelijke klachten; op jongere leeftijd beschreven als rijzig was hij voor zijn veertigste al erg obees en hij had gewrichtsklachten die als jicht werden benoemd. Hij verbleef naarmate hij ouder werd geleidelijk steeds meer in het Parijse paviljoen in plaats van in Saint-Maur (dat hij in 1698 weer afstond aan de familie van Condé, ten behoeve van diens kleinzoon). In 1693 kreeg hij een beroerte, maar ook daarna werd hij weer scherp van geest en dicteerde in het najaar van 1702 in enkele maanden zijn memoires. Deze werden voor het eerst gepubliceerd in 1724 (bij Estienne Ganeau in Parijs).
Hij overleed in zijn Condé-paviljoen in Parijs op 14 juni 1703; overeenkomstig zijn wensen werd hij de volgende dag begraven in Saint-Sulpice, terwijl zijn hart werd ingemetseld in de kapelmuur van La Charité aan de nu naar hem genoemde Place Gourville in La Rochefoucauld. Een groot deel van zijn fortuin liet hij na aan goede doelen in vooral zijn geboorteplaats, een ander deel aan drieënnegentig (achter-)neven en (achter-)nichten, terwijl de onroerende goederen naar enkele neven gingen.
In het Hôtel de Condé, mogelijk in hetzelfde paviljoen, werd vrijwel 37 jaar later Markies de Sade geboren.

### Privéleven

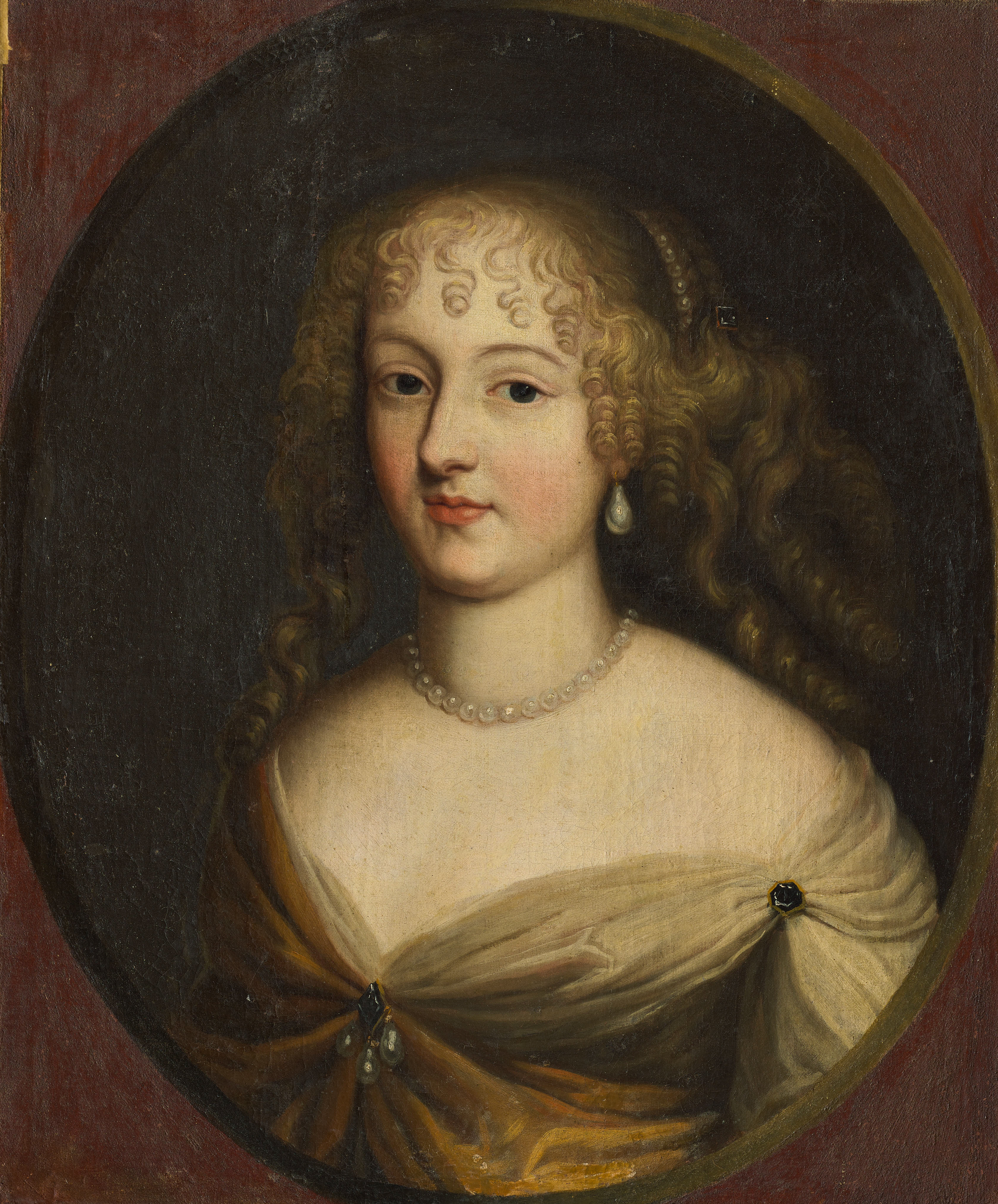
Portret van Ninon de Lenclos, anonieme schilder, in het Kasteel van Bussy-Rabutin

Afgezien van zijn onvoorwaardelijke trouw aan La Rochefoucauld en Condé laat Gourville erg weinig over zijn privéleven los. Alles wijst er op dat hij in ieder geval een relatie heeft gehad met Ninon de Lenclos. Hij gaf haar een groot bedrag in bewaring bij zijn vlucht uit Frankrijk en zij liet in haar testament haar huis na aan zijn neef François Hérault, "vanwege haar verplichtingen jegens de oom, van wie ze altijd en persoonlijk had gehouden".
Mogelijk is hij na 1680 in het geheim getrouwd met de tweede dochter van La Rochefoucauld, Henriette de Marcillac. Volgens Saint-Simon ging het echter om een zus van La Rochefoucauld. Op zijn reis naar Aken werd hij, behalve door zijn neef, ook vergezeld door de drie dochters van La Rochefoucauld en hun broer Henri Achille (Abbé de Marcillac). De drie dochters woonden in de Parijse woning van de hertog, het Hôtel de La Rochefoucauld-Liancourt. Er zijn echter geen bewijzen dat Gourville met een van de drie een meer bijzondere band had, hij schold hen in 1688 allen samen een schuld van meer dan 325.000 pond kwijt.
Le Tellier drong er lang op aan dat hij in dienst zou komen van Lodewijk XIV doch Gourville zei bij zijn oude opdrachtgevers te willen blijven.
Zijn gehechtheid aan zijn geboortedorp en familie leidden ertoe dat hij het na zijn vlucht in Brussel niet uithield van heimwee, dat hij familieleden vaak aan een baan hielp en het huidige Centre Hospitalier de La Rochefoucauld oprichtte.
Om zich van een goede verzorging op zijn oude dag te verzekeren had hij volgens Saint-Simon zijn vijf personeelsleden meegedeeld dat hij hen niets naliet maar elk jaar dat hij langer leefde hun salaris met een kwart zou verhogen; desondanks bleek hij hen toch elk voor nog een aantal jaren inkomsten te hebben nagelaten.
In zijn laatste levensjaren toonden oude bekenden uit de politiek nog hun erkentelijkheid door gezanten persoonlijk bij hem op bezoek te laten gaan, bijvoorbeeld in 1697 graaf Friedrich Achaz von der Schulenburg namens de hertog van Celle en een jaar later Hans Willem Bentinck (Milord Portland) namens stadhouder-koning Willem III. Hij vermeldt hierover dat hij voor het eerst in zes jaar zijn kamer verlaat om de hoge gast in zijn appartement boven te ontvangen. Rond die tijd schreef hij: "Sinds enkele jaren hou ik er rekening mee niet lang meer te zullen leven: bij het begin van ieder jaar hoop ik de gelegenheid te zullen hebben om aardbeien te eten; als die voorbij zijn kijk ik uit naar perziken, en dat zal duren zolang het God behaagt".

## Betekenis
Als buitengewoon succesvolle parvenu stond Gourville model voor diverse personages in de Franse literatuur van zijn tijd.
Voor zijn komedie Le Dépositaire (1667) baseerde Voltaire zich op wat Gourville overkwam toen hij in 1663 het land ontvluchtte: hij had 20.000 écu (60.000 Franse ponden) in bewaring gegeven, voor de helft aan een priester, voor de andere helft aan Ninon de Lenclos, maar later kreeg hij het geld enkel van deze laatste terug. Voltaire nam ook enkele anekdoten uit de memoires van Gourville over in zijn Histoire du Siècle de Louis XIV.
Zoals vele andere tijdgenoten was ook Gourville het doelwit van Jean de la Bruyère, in zijn Caractères voerde deze hem satirisch ten tonele in een anekdote in Zénobie en als de parvenu Sosie.
Gourville is een van de personages in De burggraaf van Bragelonne (1847), het derde deel in de serie over De drie musketiers van Alexandre Dumas père.
Sainte-Beuve laat zich in zijn "Causeries du Lundi" wel zeer lovend uit over de persoon Gourville en noemt hem "iets als de Gil Blas en de Figaro van de zeventiende eeuw".
In de film Vatel (2000) van Roland Joffé, waarin de tragische dood van de kok/intendant geromantiseerd wordt weergegeven, wordt de rol van Gourville gespeeld door Timothy Spall.
Door zijn veelvuldige aanwezigheid en betrokkenheid bij de politieke gebeurtenissen in Frankrijk kan hij gezien worden als een Forrest Gump avant la lettre. Volgens William Temple zou Karel II van Engeland hem de "meest bekwame Fransman die hij ooit had gezien" genoemd hebben
Zijn memoires vormen een belangrijke bron voor de geschiedenis van de Fronde en van de regering van Lodewijk XIV.
René Doumic bespreekt dat Gourville wel uitzonderlijk succesvol was, maar dat hij als sociaal fenomeen geen uitzondering vormde. Ook Colbert kwam bijvoorbeeld uit een familie van lakenhandelaren; en parvenus kwamen inmiddels zowel in de kerk voor als in het leger en de financiële wereld.
Gourville is het icoon van de burger die er in slaagde de positie van de adel over te nemen.